# Kathryn Bigelowová
Kathryn Bigelowová (* 27. listopadu 1951 San Carlos, Kalifornie) je americká filmová režisérka známá především hororovými snímky. Značnou pozornost upoutala válečným thrillerem Smrt čeká všude (2008), za nějž získala řadu mezinárodních cen.
Vystudovala Kolumbijskou univerzitu. Stala se první ženou, která získala Oscara v kategorii Nejlepší režisér za film Smrt čeká všude (byla celkově čtvrtou nominovanou režisérkou v historii).
V letech 1989–1991 byla provdaná za režiséra Jamese Camerona.

## Filmografie
- The Set-Up (1978)
- Nemilovaná (The Loveless, 1982)
- Na prahu temnot (Near Dark, 1987)
- Modrá ocel (Blue Steel, 1989)
- Bod zlomu (Point Break, 1991)
- Zločin v ulicích (TV seriál) (1993)
- Wild Palms (TV seriál) (1993)
- Zvláštní dny (Strange Days, 1995)
- Váha vody (The Weight of Water, 2000)
- K-19: Stroj na smrt (K-19: The Widowmaker, 2002)
- Mission Zero (2007)
- Smrt čeká všude (The Hurt Locker, 2008)